# 包拉达扎布
包拉达扎布（？—？），蒙古族，锡林郭勒盟阿巴哈纳尔左旗（今内蒙古自治区锡林浩特市）人，中华民国大陆时期内蒙古政治人物。

## 生平
包拉达扎布是阿巴哈纳尔左旗协理。1947年1月4日，察哈尔省盟旗文化福利委员会成立。该会成立后不久，驻会委员萨穆丕勒诺尔布、姚长青调往他处任职，乃补聘阿巴哈纳尔左旗协理包拉达扎布、乌珠穆沁右旗代表阿格栋噶为驻会委员。